# Wilfred White (Eishockeyspieler)
Wilfred Belmont „Tex“ White (* 26. Juni 1900 in Hillsburgh, Ontario; † 2. Dezember 1948 in Port Colborne, Ontario) war ein kanadischer Eishockeyspieler, der während seiner aktiven Karriere zwischen 1923 und 1932 unter anderem 207 Spiele für die Pittsburgh Pirates, New York Americans und Philadelphia Quakers in der National Hockey League auf der Position des rechten Flügelstürmers bestritten hat.

## Karriere
White spielte während seiner Juniorenzeit bis 1920 in der Umgebung von Toronto für die Jugendteams Barrie Canoe Club und Toronto Canoe Club. Mit letzterem gewann er 1920 die zweite Austragung des Memorial Cups. Anschließend war er drei Jahre bis 1923 für die Dunnville Dunnies im Amateurbereich tätig.
Auf Wunsch seines Freundes Lionel Conacher wechselte der Stürmer im Jahr 1923 zu den Pittsburgh Yellow Jackets, die in der United States Amateur Hockey Association überaus erfolgreich waren. Nachdem er dort bis zum Sommer 1925 in Diensten gestanden hatte, wurde er als Free Agent von den Pittsburgh Pirates aus der National Hockey League verpflichtet und wechselte damit ins Profilager. Insgesamt gehörte White in allen fünf Jahren des Bestehens zum Team, lediglich unterbrochen von einer 13 Spiele andauernden Ausleihe zum Ligakonkurrenten New York Americans in der Saison 1928/29. In der Spielzeit 1929/30 gehörte der Angreifer wieder zum Kader der Pirates, kam aber auch zu Einsätzen für die New Haven Eagles in der Canadian-American Hockey League.
Zur Saison 1930/31 wurde das Franchise der Pittsburgh Pirates umgesiedelt und spielte als Philadelphia Quakers in der NHL. Nach neun Spielen trennten sich die Quakers aber von ihrem rechten Flügelspieler und verkauften ihn – ebenso wie Rodger Smith – an die Pittsburgh Yellow Jackets, die mittlerweile der International Hockey League angehörten. Die Quakers hatten nach den kurzfristigen Verpflichtungen von D’Arcy Coulson und Eddie McCalmon Platz im Kader machen müssen. Bei den Yellow Jackets beendete White 1932 seine Karriere.
White verstarb am 2. Dezember 1948 in Port Colborne in der kanadischen Provinz Ontario.

## Erfolge und Auszeichnungen
- 1920 Memorial-Cup-Gewinn mit dem Toronto Canoe Club